# Salvador Allende
Salvador Guillermo Allende Gossens (født 26. juni 1908, Valparaíso, Chile, død 11. september 1973 i præsidentpaladset, Santiago, Chile) var en chilensk politiker, minister og præsident. Allende blev efter tre mislykkede forsøg (1952, 1958, 1964) valgt til præsident i 1970 for den socialistiske venstrefløjsregering Unidad Popular. Allende var en demokratisk valgt, marxistisk præsident, en stor kritiker af USA med tætte bånd til DDR, Sovjetunionen og Cuba. Allende blev afsat ved et militærkup støttet af USA i 1973. General Augusto Pinochet tog derefter magten, hvorefter Allende døde. Der har været usikkerhed om, hvorvidt han blev myrdet eller ej, men i 2011 nåede en chilensk domstolsundersøgelse med støtte fra internationale eksperter frem til, at han havde skudt sig med en automatriffel. Allende efterlod sig kone og tre døtre.

## Personen
Allende blev født i havnebyen Valparaíso som søn af Salvador Allende Castro og Laura Gossens Uribe. Han gik i grundskole på Liceo Eduardo de la Barra og tog en lægeuddannelse fra Chiles Universitet i 1933. Allende var gift med Hortensia Bussi, og sammen havde de tre døtre. Derudover er den kendte forfatter Isabel Allende datter af Salvador Allendes fætter.

## Politisk karriere
Efter endt uddannelse valgte Allende at forfølge en politisk karriere. I 1933 var han medstifter af Chiles Socialistiske Parti og blev dets første leder. I 1934 og frem til 1937 fungerede han som sundhedsminister i en chilensk regering ledet af Pedro Aguirre Cerda. I 1937 vendte Allende tilbage til parlamentet. I 1945, 1953 og 1969 vandt han plads som senator og fra 1966 var han præsident for senatet. Han prøvede forgæves at vinde præsidentvalget i årene 1952 (5,4%), 1958 (28,5%) og 1964 (38,6%), inden det lykkedes for ham at få et snævert flertal, ved valget i 1970, med en valgkoalition kaldet "Unidad Popular" (Enhedspartiet) bestående af socialistiske og kommunistiske partier.

## Politik
Salvador Allende var en glødende marxist. Hans mål var med demokratiet som udgangspunkt at indføre et marxistisk, socialistisk styre i Chile. "Vores mål er total, videnskabelig, marxistisk socialisme" sagde han efter magtovertagelsen i 1970. 

## Præsidentembede
Straks efter at være blevet valgt som præsident indledte Allende en massiv omstillingsproces, som han benævnte som La vía chilena al socialismo (Den chilenske vej til socialisme). Det, der gjorde la vía chilena speciel i en Latinamerikansk kontekst, var netop dens demokratiske karakter. Dette indebar bl.a. storstilede nationaliseringsprojekter, landekspropriation, uddeling af jord, og reform af uddannelsessystemet. Økonomisk blev politikken forsøgt finansieret ved opkrævning af nye skatter, stop for betaling på udlandsgælden samt brug af millioner af dollars i opsparede midler i valutareserver.
Udenrigspolitisk var hans regering præget af et tiltagende dårligt forhold til USA og en tilnærmelse til Sovjet og Østtyskland, samt genoptagelse af de diplomatiske forbindelser med Fidel Castros Cuba. I 1971 indledte Fidel Castro et månedlangt besøg i Chile, hvor han blandede sig aktivt i chilensk politik og holdt massedemonstrationer.
Efter en vis succes i 1971 begyndte det økonomiske fundament i 1972 at skride under Allendes politik. Valutareserverne var opbrugt, produktionen i de nationaliserede selskaber faldt, udenrigshandlen mindskedes, delvis som følge af faldende råvarepriser, fødevareproduktionen faldt, fødevarepriserne steg, inflationen tog til og utilfredse arbejdere begyndte en lang række strejker, der i nogle tilfælde fik en næsten lammende effekt på Chile. Mange af de strejker, der lammede den chilenske økonomi - minearbejderstrejker, lastbilchaufførsstrejker - blev dikteret af arbejdsgiverne og direkte finansieret af CIA. Allende svarede igen med en stadigt mere vidtgående bekæmpelse af den private ejendomsret samt kommandoøkonomiske og antikapitalistiske tiltag. Der blev sat loft over varepriserne, men eftersom der efterhånden var kommet en tilstand med hyperinflation, og priserne nu ikke kunne følge med, medførte det blot, at produktionen yderligere styrtdykkede, og der opstod kroniske mangelsituationer.  Men efter et mudret valg til parlamentet i starten af 1973, blev landet igen kastet ud i kaos. Men nu turde Allende ikke længere indsætte hæren eller politiet af frygt for deres manglende loyalitet. Den 29. juni 1973 forsøgte Roberto Souper, kaptajn for en kampvognsbataljon, forgæves et militærkup. I august 1973 beskyldte højesteret regeringen for ikke at kunne eller ville håndhæve landets love, og den 22. august anklagede et flertal af parlamentet Allende for grundlovsstridige handlinger og opfordrede militæret til at træde ind for at genindføre den grundlovssikrede orden. Den 11. september 1973 tog militæret, ledet af general Augusto Pinochet, magten ved et militærkup, som indebar bombarderingen af La Moneda. Før militæret fik indtaget præsidentpaladset, udsendte Salvador Allende en berømt afskedstale og begik derefter selvmord – sandsynligvis med en maskinpistol.

## Stormagternes reaktion på Allendes magtovertagelse

### USA
Præsident Richard Nixon erklærede officielt, at USA respekterede resultatet af et frit valg. Men samtidig forberedte CIA på Nixons anbefaling at "forhindre Allende i at komme til magten eller at afsætte ham".  CIA kunne ikke forhindre Allendes indsættelse, men brugte mange ressourcer på at destabilisere hans styre, bl.a. gennem støtte til de kræfter, der kidnappede og senere myrdede chefen for Chiles væbnede styrker, general René Schneider, da denne fastholdt, at militæret ikke skulle blande sig i politik.CIA finansierede desuden en større lastbilstrejke, og de partier der i parlamentet var imod Allendes Unidad Popular fik store bidrag. Der blev også produceret antisocialistiske indslag til flere radiostationer direkte fra CIA. 
Det står også klart at USA brugte mange kræfter på at forhindre den internationale valutafond at give Chile yderligere lån under Allende. 
Den amerikanske involvering i militærets magtovertagelse i 1973 er veldokumenteret, ligesom CIA's indblanding i 70'ernes militærdiktaturer i resten af Sydamerika (heriblandt Argentina, Uruguay, Paraguay og Brasilien). Ud over at have trænet de dele af militæret der gennemførte militærkuppet i Escuela de las Americas i Panama, er tidligere hemmeligholdte dokumenter blevet offentliggjort, der blandt andet viser private samtaler mellem Henry Kissinger og USA's daværende præsident Nixon, hvori det tydeligt fremgår at USA var direkte involveret i både sabotagen – økonomisk og infrastrukturelt – af Unidad Popular og støtten til de illoyale dele af militæret. Den amerikanske flåde deltog i dagene op til kuppet i en flådeøvelse ud for Valparaiso (hvor parlamentet ligger). Det er senere kommet frem at flere CIA agenter var med blandt de amerikanske officerer og flådeingeniører.

### Sovjetunionen
Sovjetunionens aktiviteter i forbindelse med Allendes magtovertagelse blev først kendt, da en højtstående officer fra KGB, general Nikolai Leonov bekræftede, at Sovjetunionen havde støttet Allendes valgkamp økonomisk, og senere havde bidraget med militært udstyr. Under kuppet i 1973 var militært udstyr således på vej til Chile, men det blev omdirigeret, da Allendes regering faldt.

## Historisk eftermæle
Fyrre år efter sin død er Salvador Allende stadig en kontroversiel og omdiskuteret person. På den politiske venstrefløj anses han af mange som en helt og martyr, der døde for socialismen. Og man anser USA og specielt Henry Kissinger og CIA som ansvarlige for hans død. Andre ser Allende med mindre sympatiske øjne og kritiserer ham for hans politik med masse-nationalisering, hans sympati med revolutionære venstrerevolutionære grupper og den økonomiske politik. 

### Genopgravning af lig
I slutningen af maj 2011 blev Allendes lig gravet op i Chiles hovedstad, da man ville finde ud af om årsagen til hans død var selvmord eller henrettelse. Retsmedicinere undersøgte hans lig. Det var den chilenske statsanklager der besluttede at liget skulle graves op i januar 2011. Undersøgelserne endte med at kunne fastslå, at Allende tog sit eget liv.